# 8-я механизированная бригада (1-го формирования)
8-я механизированная бригада (8 мехбр) — воинское соединение автобронетанковых войск РККА Вооружённых сил СССР.

## Боевой путь
1934 год
Бригада сформирована в Украинском военном округе (далее УкрВО) в городе Киев Украинской Советской Социалистической Республики.
К 1 мая при 2-й механизированной бригаде УкрВО сформировано управление бригады и танковый батальон вооружённый лёгкими основными танками Т-26 для формирования 8-й механизированной бригады.

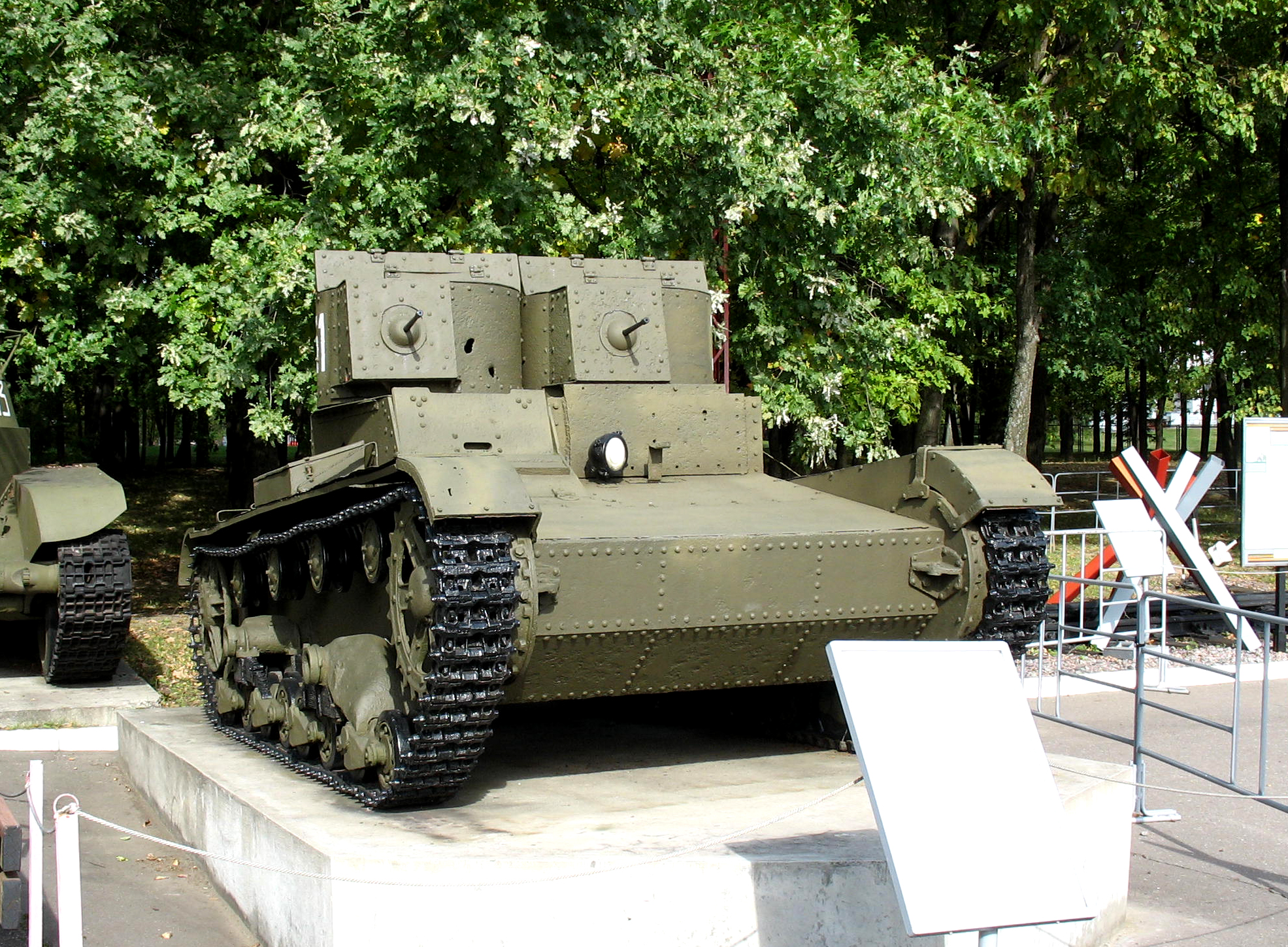
Двухбашенный Т-26 ранних выпусков с цельноклёпаными корпусом и башнями и пулемётным вооружением

Командиром бригады назначен комбриг Дмитрий Аркадьевич Шмидт (Давид Аронович Гутман, 38 лет).
- Шмидт Д. А. служил в Императорской Русской армии во время 1-й мировой войны. С 1917 года в РСДРП(б). В январе 1918 года устанавливал советскую власть в г. Прилуки на Украине. В Красной Армии с осени 1918. Участник Гражданской войны в России 1918-23. В 1918—1920 годах прошёл путь от командира полка до командующего группой войск на херсонском направлении. В 1922—1924 начальник 17-й кавалерийской дивизии Украинского ВО. В 1924—1925 начальник 5-й Украинской кавалерийской школы в г. Елизаветграде УкрВО. Затем командовал 7-й Самарской кавалерийской дивизией, был начальником Краснодарской кавалерийской школы, заместителем начальника штаба Северо-Кавказского военного округа. В 1931—1933 годах учился в Военной академии РККА, в 1933-январе 1934 командир 2-й механизированной бригады УкрВО, в 1934—1936 — командир 8-й механизированной бригады Украинского (с 17.05.1935 Киевского) военного округа. Награждён двумя орденами Красного Знамени.

Начальником штаба назначен Иван Васильевич Киселёв.
- Киселёв. С 1934 начальник штаба 8-й мехбр УкрВО.

Начальником политического отдела назначен Иван Капитонович Лёвушкин.
- Лёвушкин И. К. член ВКП(б) с 1919. С 1934 начальник политотдела 8-й мехбр УкрВО. Награждён орденом Красной Звезды.

Столица Советской Украины переносится из г. Харькова в г. Киев. В июне из г. Харькова в г. Киев переехал Совет Народных Комиссаров Украины.

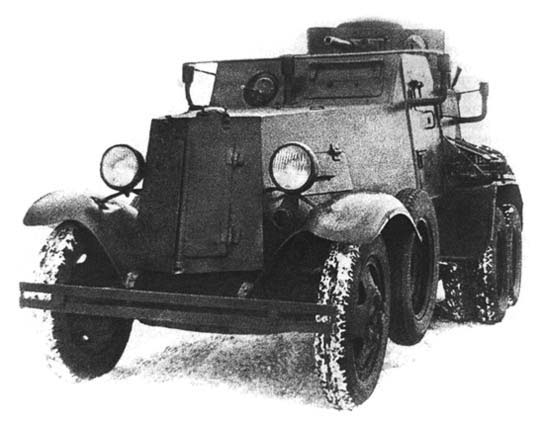
Испытания бронеавтомобиля БА-И с установленной в экспериментальном порядке радиостанцией 71-ТК-1 с поручневой антенной. НИИБТ полигон в Кубинке, зима 1933 года

Трёхосные грузовые автомобили «Форд-Тимкен» во дворе завода «Гудок Октября», 1932 год

7 ноября в Киеве проводилась демонстрация трудящихся посвящённая Великой Октябрьской социалистической революции и проводился военный парад, в котором принимала участие бригада.
1935 год
1 мая в Киеве проводилась демонстрация трудящихся посвящённая Дню международной солидарности трудящихся и проводился военный парад, в котором принимала участие бригада.
На вооружение поступали отечественные советские лёгкие основные танки Т-26 и быстроходные лёгкие танки БТ.
Приказом Народного комиссара обороны СССР № 079 от 17 мая Украинский военный округ разделён на два военных округа — Киевский и Харьковский. 8 мехбр вошла в состав Киевского военного округа (далее КВО).

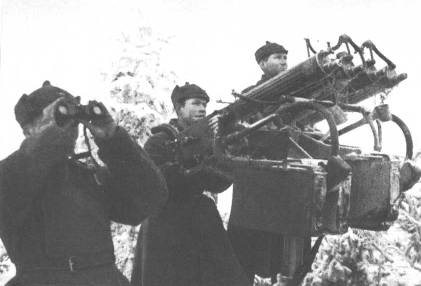
Счетверённая зенитно-пулемётная установка образца 1931 года

26 ноября приказом Народного комиссара обороны СССР № 2494 (или 2484) командиру бригады Д. А. Шмидту присвоено воинское звание комдив.
7 ноября бригада приняла участие в республиканском военном параде.
1936 год

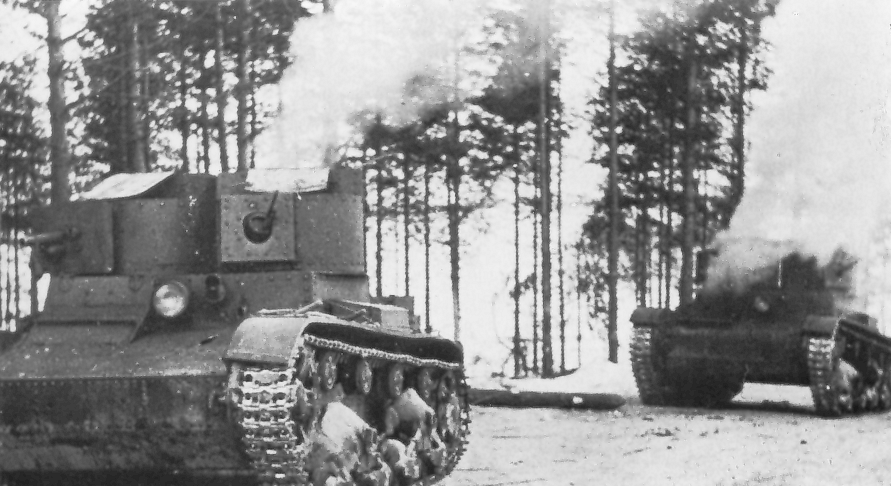
Т-26 с клёпаным корпусом и башнями и пулемётно-пушечным вооружением

1 января бригада имела на вооружении:
- 210 танков, в том числе:

- быстроходных лёгких танков БТ-2 (линейных) — 2 шт.,
- лёгких танков Т-26 (линейных) — 95 шт.,
- лёгких танков Т-26 (имеющих рацию) — 65 шт.,
- лёгких химических (огнемётных) танков ХТ-26 — 16 шт.,
- лёгких сапёрных танков Т-26 — 7 шт.,
- малых плавающих танков (танкеток) Т-37А (линейных) — 14 шт.,
- малых плавающих танков (танкеток) Т-37А (имеющих рацию) — 7 шт.,
- танкеток Т-27 — 4 шт.;

- 21 бронеавтомобиль, в том числе:

- бронеавтомобилей лёгких БА-27 — 9 шт.,
- бронеавтомобилей лёгких ФАИ — 10 шт.,
- бронеавтомобилей средних БА-И — 1 шт.,
- бронеавтомобилей средних БА-3 — 1 шт.

- Полковые орудия, Зенитные пулемёты

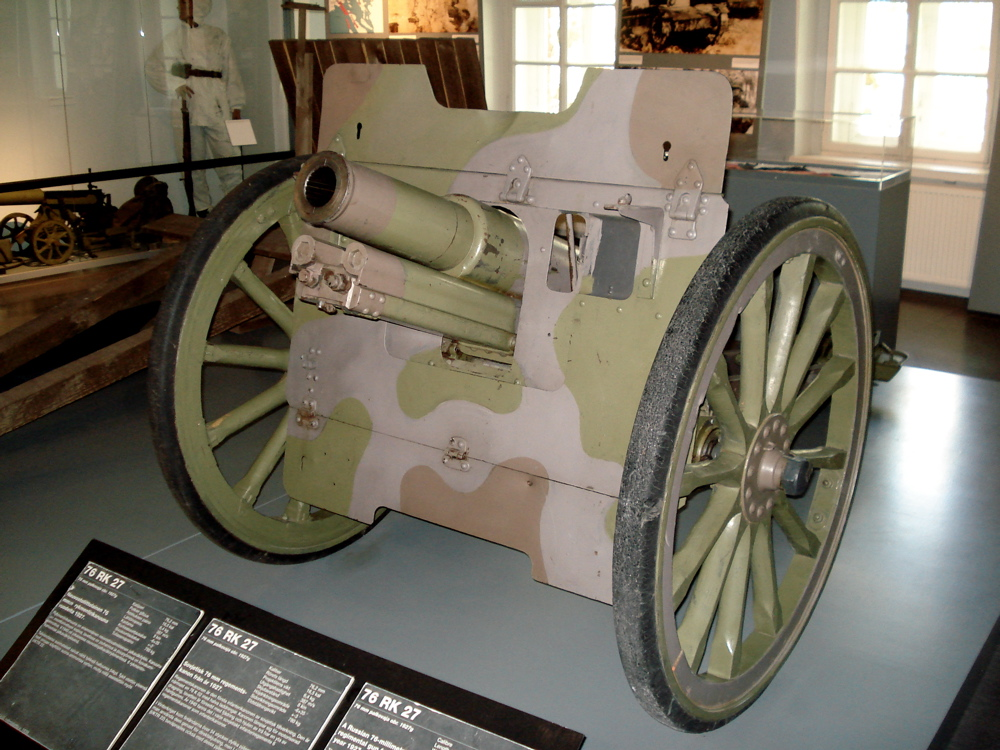
76-мм полковая пушка обр. 1927 г., вариант на деревянных колёсах

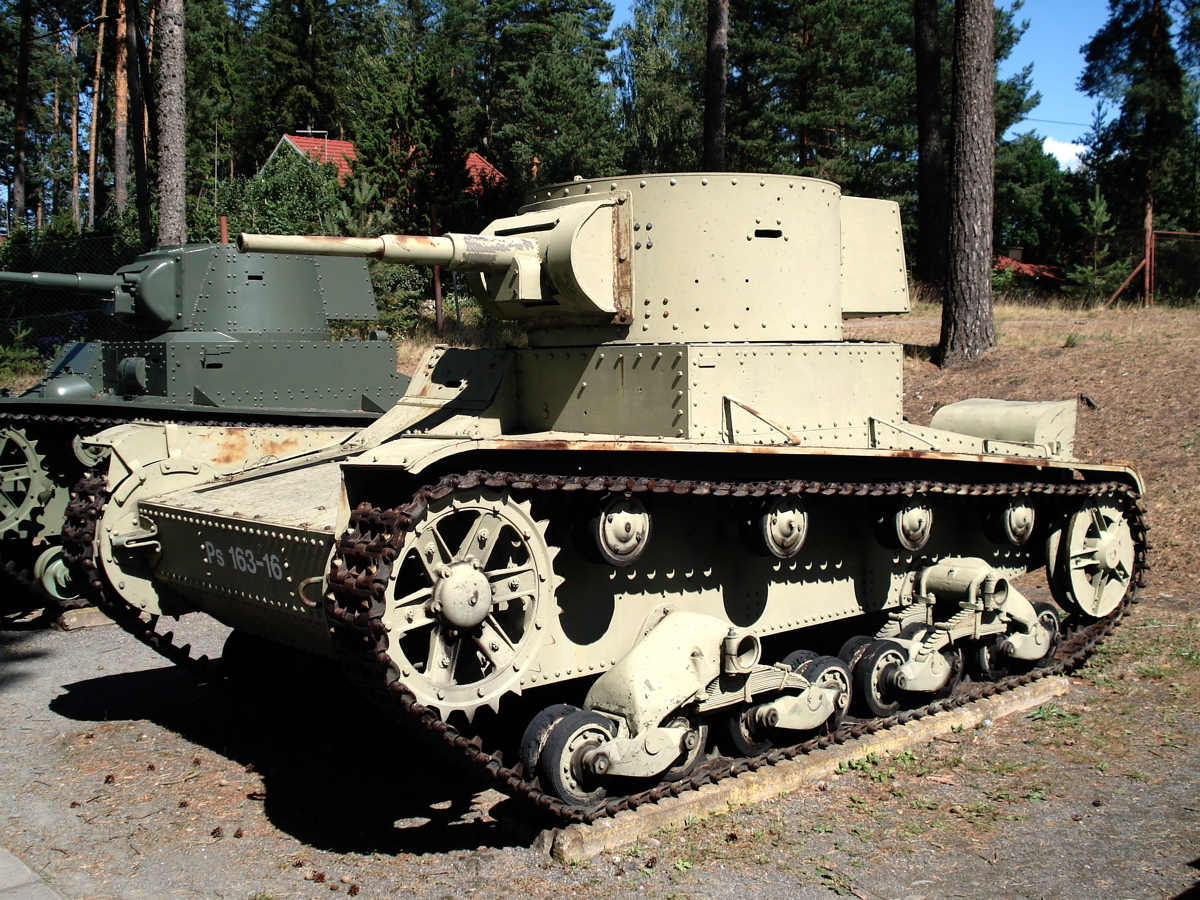
Однобашенный Т-26 с клёпаным корпусом и башней первого образца, узкой нишей

- Т-26 — советский лёгкий танк, находившийся на вооружении с 1931 года. В 1931 году танк имел две башни, в которых устанавливались 7,62-мм пулемёты ДТ-29 (Дегтярёв, танковый). С 1932 года в правой башне устанавливалась 37-мм пушка, а в левой башне 7,62-мм пулемёт ДТ-29. С весны 1933 года было принята на вооружение модель однобашенного Т-26 с противотанковой 45-мм противотанковая пушка образца 1932 года. В башне также устанавливался 7,62-мм пулемёт ДТ-29. С 1935 года часть башенных пулемётов начали оборудовать, из расчёта на каждый пятый танк, для ведения боевых действий ночью двумя закреплёнными на маске орудия фарами-прожекторами — так называемыми «фарами боевого света». С конца 1935 года на Т-26 начала устанавливаться дополнительная шаровая установка с пулемётом ДТ-29 в кормовом листе башни. Часть танков оборудовалась радиостанцией с вынесенной на башню поручневой антенной.
- ХТ-26\БХМ-3 — советский лёгкий химический (огнемётный) специальный танк, созданный на базе лёгкого танка Т-26, находившийся на вооружении с 1932. Танк имел вооружение: огнемёт в пулемётной башне на месте пушки и спаренный с огнемётом 7,62-мм пулемёт ДТ-29. Сзади на корпусе установлено оборудование для распыления химических веществ.

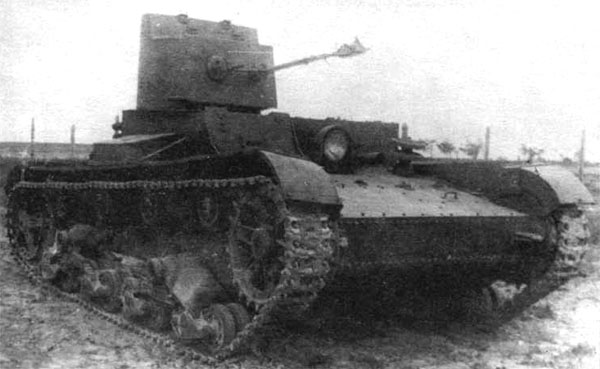
Химический танк ХТ-26

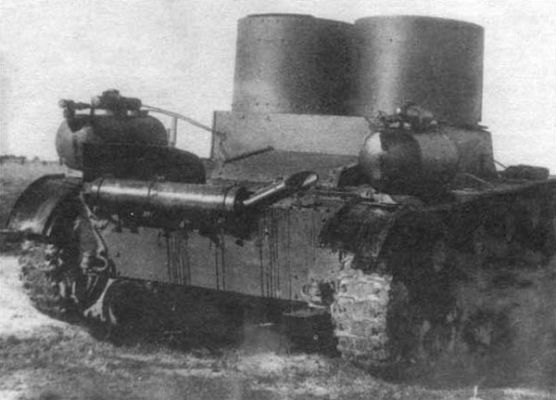
Химический танк ХТ-26. Двухбашенная модификация (вид сзади)

- Т-26 сапёрный — советский лёгкий танк, созданный на базе лёгкого танка Т-26, находившийся на вооружении с 1933 года, в модификации мостоукладчика с надвижным мостом длиной 7 м и грузоподъёмностью 14 т.
- Т-26 сапёрный — советский лёгкий танк, созданный на базе лёгкого танка Т-26. Модификация танка-тральщика мин была без пушки, с навесным ножевым или цепным тралом, скорость траления противотанковых мин составляла 5-6 км/ч.
- БТ-2 — советский быстроходный лёгкий танк, находившийся на вооружении с 23 мая 1931 года. БТ-2 выпускался до 1933 года (с несколькими вариантами вооружения). В военном параде 7 ноября 1931 года участвовало три машины. В башне располагалось вооружение — одна 37-мм пушка, один 7,62-мм пулемёт ДТ. Экипаж — 3 чел.

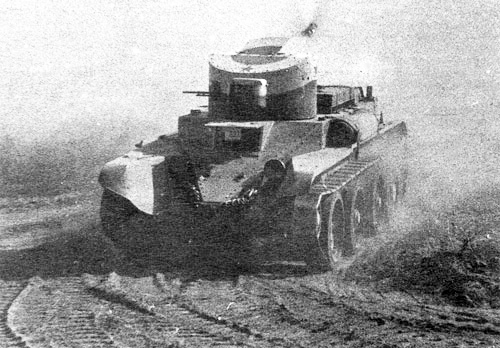
БТ-2 пулемётный на манёврах

- Т-37А — советский малый плавающий разведывательный танк, находившийся на вооружении с 1932 года. Танк имел клёпано-сварной корпус, изготовленный из обычной (не броневой) стали. На крыше устанавливалась башня, смещённая к левому борту. Её вращение осуществлялось вручную, с помощью приваренных изнутри рукояток. В башне установлен 7,62-мм пулемёт ДТ-29. Выпускалась модель танка Т-37РТ с радиостанцией 71-ТК-1, оборудованная поручневой антенной и модель химического танка БХМ-4.

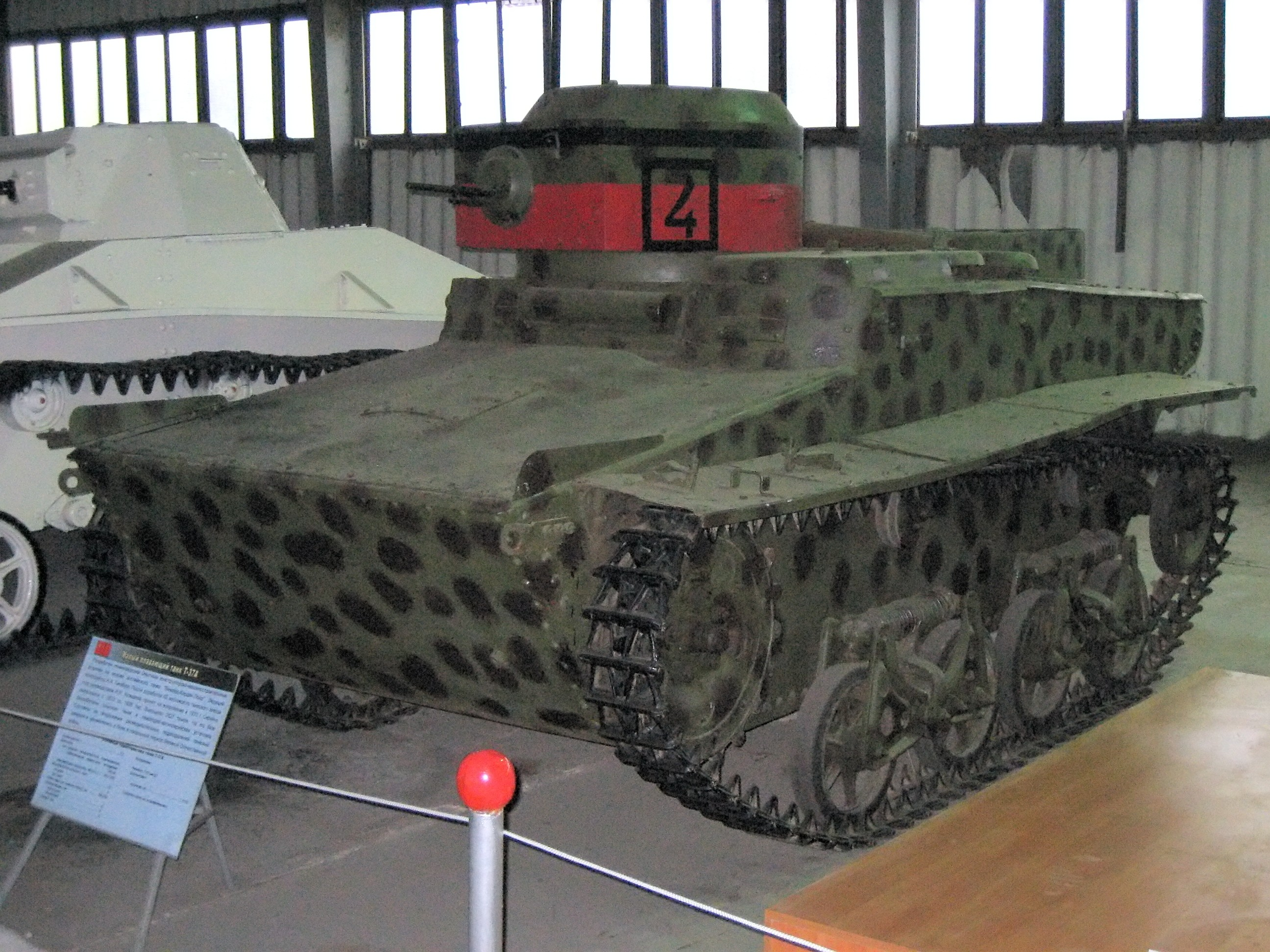
Танк Т-37А. Бронетанковый музей, Кубинка.

- Т-27 — советская танкетка, находившаяся на вооружении с 13 февраля 1931 года. Выпускалась в 1931—1933 годах. Танкетка была вооружена одним 7,62-мм пулемётом ДТ-29, расположенном в переднем щитке корпуса справа. Экипаж состоял из двух человек: командира-стрелка и механика-водителя. Танкетка поступила на вооружение разведывательных подразделений механизированных войск.
- БА-27 — первый советский бронеавтомобиль серийного производства на базе советского автомобиля АМО-Ф-15 грузоподъёмностью 1,5 тонны. На вооружении с декабря 1928 года, выпускался до конца 1931 года. В башне установлены 37-мм скорострельная пушка «Гочкис» и 7,62-мм пулемёт ДТ-29 (Дегтярёв, танковый). БА-27 выпускали также на шасси 1,5 тонного американского грузовика «Форд-АА».
- ФАИ (Форд-А Ижорский) — советский бронеавтомобиль на базе советского легкового автомобиля ГАЗ-А. На вооружении с 1932 года, выпускался до 1936 года. ФАИ стал дальнейшим развитием советских бронеавтомобилей Д-8 и Д-12, который уже имел вращающуюся башню с 7,62-мм пулемётом ДТ-29. Второй пулемёт ДТ-29 был смонтирован и в лобовом корпусе, в шаровой установке справа от водителя. В задней стенке корпуса были сделаны ещё две симметрично расположенные амбразуры. Из этих амбразур можно было вести огонь из (третьего) запасного пулемёта ДТ-29.
- БА-И (ижорский) — советский бронеавтомобиль на базе американского трёхосного грузового автомобиля «Форд-Тимкет». На вооружении с 1932 года. В башне была смонтирована 37-мм пушка, а слева от неё, в отдельной шаровой установке — 7,62-мм пулемёт ДТ-29. Второй пулемёт ДТ-29 установлен в шаровой установке в лобовом листе корпуса.
- БА-3 — советский бронеавтомобиль на базе американского трёхосного грузового автомобиля «Форд-Тимкет». На вооружении с 1934 года. В цилиндрической башне была смонтирована 45-мм противотанковая пушка и уже спаренный с ней 7,62-мм пулемёт ДТ-29. Второй пулемёт ДТ-29 крепился в шаровой установке в лобовом листе корпуса.

Командирская подготовка с командно-начальствующим составом проводилась по 42 часовой программе в месяц. В основе обучения было изучение новой боевой техники и способов её применения, а также тактическую, стрелковую и физическую подготовку. Один учебный день в каждые 10 дней отводился для командно-штабных учений с выходом в поле. Ежедневно с командно-начальствующим составом проводились физзарядка, стрелковые тренажи, а ежемесячно — стрелковые и спортивные соревнования. Успеваемость командно-начальствующего состава по всем предметам контролировалась путём инспекторских проверок, проводившихся весной и осенью. Листы с оценками вкладывались в личные дела командиров и начальников и учитывались при аттестовании и выдвижении на высшие должности.
Командиры и красноармейцы бригады участвовали в социалистическом соревновании в стахановском движении за отличное изучение боевой техники, сбережение военного имущества, экономию горючих и смазочных материалов.
2 января приказом НКО СССР № 12 И. К. Лёвушкину присвоено персональное воинское звание бригадный комиссар.
1 мая бригада приняла участие в республиканском военном параде.
Бригада принимала участие в общегарнизонных учениях два раза в год — весной и осенью. Учения являлись школой повышения боевого мастерства. На них проверялась новая организация войск, отрабатывались задачи боевого применения техники и оружия различных родов войск, их взаимодействие, личный состав овладевал способами ведения боевых действий, повышал закалку и выносливость.
5 июля в Киеве сотрудники НКВД задержали (фактически арестовали) комдива Д. А. Шмидта и отправили его в Москву.
2 августа в Москве сотрудники НКВД арестовали комдива Д. А. Шмидта.
В августе командиром бригады назначен комбриг Ф. И. Голиков.
- Голиков Ф. И. в Красной Армии с 1918. Участник Гражданской войны в России 1918-23. Прошёл путь от агитатора пулемётной команды до начальника агитационно-пропагандистского отдела военного округа и преподавателя Военно-политической академии. В 1933 заочно окончил Военную академию им. Фрунзе. С 29.10.1933 командир 61-й стрелковой дивизии Приволжского военного округа. 26 ноября 1935 приказом Народного комиссара обороны СССР № 2494 (№ 2484 — см. 64) Голикову присвоено воинское звание комбриг. С сентября 1936 командир 8-й отдельной механизированной бригады КВО. С июля 1937 командир 45-го механизированного корпуса КВО.

14 августа в г. Ленинграде арестовали заместитель командующего Ленинградским военным округом В. М. Примаков. Причиной ареста стали имевшие место симпатии Примакова к бывшему председателю РВС СССР Льву Троцкому, высланному из СССР. Затем следователи добивались признания в якобы организации «военно-фашистского заговора», шпионаже в пользу Германии и Японии.
За прошедшие годы бригада имела отличные показатели в боевой и политической подготовке. За большие успехи, достигнутые в освоении боевой техники, Совет Народных Комиссаров СССР наградил орденом Красной Звезды начальника политического отдела бригады бригадного комиссара Ивана Капитоновича Лёвушкина и командира взвода связи Нину Григорьевну Никкель.
7 ноября бригада приняла участие в республиканском военном параде.
1937 год
Бывший командир 8 мехбр комдив Д. А. Шмидт находился под следствием с июля 1936.
1 мая бригада приняла участие в республиканском военном параде.
10 мая постановлением Центрального Комитета ВКП (б) и Совета Народных Комиссаров СССР в армии и на флоте введён институт военных комиссаров. Военные комиссары введены вместо заместителей командиров по политической части.
8-я омехбр дислоцировалась в г. Киеве.
Командование бригады:
- Командир бригады комбриг Ф. И. Голиков.
- Начальник штаба бригады полковник И. В. Киселёв.
- Начальник политического отдела бригады бригадный комиссар И. К. Лёвушкин.

В 1937 году НКВД раскрыло «военно-фашистский заговор» в Красной Армии во главе с маршалом М.Тухачевским в центральном аппарате Наркомата обороны, а затем в войсках и на флотах. В мае 1937 года в Красной Армии начались аресты командиров и комиссаров.
Маршал Советского Союза М. Н. Тухачевский в 1937 году был командующим войсками Приволжского военного округа. Маршалу принадлежит большая заслуга в техническом перевооружении Красной Армии. Он был инициатором создания ряда военных академий. Внес неоценимый вклад в развитие стратегии и оперативного искусства, один из авторов теории глубокой операции и боя. Вместе с тем отличался жестокостью при подавлении восстаний против Советской власти. В 1921 году в Тамбовской губернии он применил химическое оружие для уничтожения восставших крестьян, прятавшихся в лесах.
19 июня бывший командир бригады комдив Д. А. Шмидт Военной Коллегией Верховного суда СССР по обвинению в контрреволюционной организационной деятельности, подготовке вооружённого восстания и совершении терактов приговорён к высшей мере наказания. 20 июня приговор приведён в исполнение.
8 июля сотрудники НКВД арестовали начальника политического отдела бригады бригадного комиссара И. К. Лёвушкина.
Сотрудники НКВД арестовали начальника штаба бригады полковника И. В. Киселёва.
В июле командир бригады комбриг Ф. И. Голиков назначен командиром 45-го механизированного корпуса КВО.
В июле командиром бригады назначен комбриг С. М. Кривошеин.
- Кривошеин в Красной Армии с 1918 г. Участник Гражданской войны в России. Службу проходил

красноармейцем пехотного и кавалерийского полков, военным комиссаром эскадрона, кавалерийских полков, кавалерийской бригады, инструктором политотдела 6-й кавалерийской дивизии, на командных должностях до сентября 1928. В 1931 окончил Военную академию им. Фрунзе и с мая 1931 становится танкистом — назначен начальником штаба 7-го механизированного полка 7-й кавалерийской дивизии. Участник войны в Испании (08.1936-01.1937). 10.04.1937 присвоено персональное воинское звание комбриг. С 21.07.37 командир 8-й механизированной бригады.
9 сентября бывший начальник штаба бригады полковник И. В. Киселёв Военной Коллегией Верховного суда СССР приговорён к высшей мере наказания. 10 сентября приговор приведён в исполнение. 
9 сентября бывший начальник политического отдела бригады бригадный комиссар И. К. Лёвушкин Военной Коллегией Верховного суда СССР приговорён к высшей мере наказания. 10 сентября приговор приведён в исполнение. Приказом НКО № 00243 от 09.1937 года назначен военным комиссаром 8-й механизированной бригады Николаев, Алексей Павлович.
Осенью командование Красной Армии произвело обмен механизированными бригадами между Киевским и Белорусским военными округами.
В ноябре 8 мехбр из КВО из г.Киева передислоцирована в Белорусский ВО в г.Старые Дороги Белорусской Советской Социалистической Республики на место 3 омехбр, а из БВО в г. Киев переведена 3 омехбр.
Командование бригады:
- Командир бригады комбриг С. М. Кривошеин.
- военным комиссар бригады Николаев, Алексей Павлович[4].
- Помощник командира бригады по технической части военинженер 2 ранга Е. Г. Чертов.
- Начальник штаба бригады полковник И. В. Дубовой.

На вооружении бригады в это время состояли револьверы и пистолеты в том числе револьверы системы Нагана и пистолеты ТТ; винтовки Мосина; автоматические винтовки Симонова образца 1936 года; станковые пулемёты Максима; (ручные пулемёты конструкции Дегтярёва); грузовые автомобили ГАЗ-АА и ГАЗ-ММ; легковые автомобили ГАЗ-А и ГАЗ-М-1; установки для распыления химических веществ; огнемёты; дымовые шашки; пушки; танки.
1938 год
1 января. 8 мехбр дислоцировалась в г. Старые Дороги. Командир бригады комбриг С. М. Кривошеин.
26 июля Главный Военный совет Красной армии преобразовал Белорусский военный округ в Белорусский Особый военный округ и создал в округе армейские группы.
В автобронетанковых войсках было проведено переименование соединений и переход их на новые штаты. 8-я отдельная механизированная бригада получила наименование 29-я легкотанковая бригада.

## Полное наименование
8-я механизированная бригада

## Подчинение
- 1.05.1934 — 17.05.1935: Украинский военный округ
- 17.05.1935-ноябрь 1937: Киевский военный округ
- ноябрь 1937—1938: Белорусский военный округ

## Командование
- Командиры бригады:

- Д. А. Шмидт (Давид Аронович Гутман), комбриг с 26.11.1935, комдив с 26.11.1935, (январь 1934-5.07.1936; 5.07.1936 задержан сотрудниками НКВД в Киеве, арестован 2.08.1936 в Москве, 19.06.1937 Военной Коллегией Верховного суда СССР приговорён к высшей мере наказания. 20.06.1937 приговор приведён в исполнение), реабилитирован 6 июля 1957 г. ВКВС СССР
- Ф. И. Голиков, (с 08.1936-21.06.1937), комбриг
- С. М. Кривошеин, (с 07.1937-1938), комбриг

- Начальник политотдела Иван Капитонович Лёвушкин, с 02.01.1936 бригадный комиссар, (1934—1937, арестован 8.07.1937, Военной Коллегией Верховного суда СССР приговорён к ВМН. 10.09.1937 приговор приведён в исполнение)
- Военным комиссар бригады Николаев, Алексей Павлович(09.1937 — 07.1938)[4].
- Военный комиссар с 10.05.1937 Александр Александрович Ветров, (07-10.1938)

- Начальники штаба бригады:

- Иван Васильевич Киселёв, полковник, (1934—1937, арестован 8.07.1937, Военной Коллегией Верховного суда СССР 9.09.1937 приговорён к ВМН, 10.09.1937 приговор приведён в исполнение)
- Дубовой, Иван Васильевич  полковник
- Чупрыгин, Даниил Семёнович (врио НШ с мая 1938) майор
- Сергей Андреевич Калихович, (08.38-1938), майор, полковник

- Начальники оперативной части (отделения):

- Семён Петрович Мальцев, (врид 01-11.1937)
- Иван Антонович Воробьёв, капитан

- Начальник разведывательной части (отделения) Степан Максимович Самолук, капитан.
- Начальник артиллерии Константин Степанович Степанов, (в 1938), полковник.
- 2-й танковый батальон. Командир батальона майор Иван Фёдорович Дергачёв, (01.1937-04.1938)
- Командир взвода связи Нина Григорьевна Никкель.

## Состав бригады
В 1934—1938:
- Управление бригады
- 1-й танковый батальон майор Чупрыгин Д. С. (1934)
- 2-й танковый батальон майор Чупрыгин Д. С. (1933)
- 3-й танковый батальон
- Специальные подразделения:

- взвод связи

8 другие
- Подразделения обслуживания